# Порт-де-Венсен (станція метро)
Порт-де-Венсен (фр. Porte de Vincennes) — станція лінії 1 Паризького метрополітену, розташована на межі XII і XX округів Парижа. Названа за однойменною розв'язкою з Периферік (колишня брама Тьєрського муру), через які здійснюється рух до передмістя Парижа Венсен. На станції заставлено тактильне покриття.

## Історія
- Станцію відкрито 19 липня 1900 року як кінцеву станцію найпершої пускової дільниці Паризького метрополітену. Конструкція станції була виконана у вигляді двох односклепінних залів з острівними платформами, сполучених розворотним кільцем для поїздів, а від самої петлі також була побудована службова сполучна гілка до Ательє-де-Шаронн. Через відкриття 24 березня 1934 року дільниці до станції «Шато-де-Венсен» петля і другі колії у кожному із залів були розібрані.
- У 2008 році станція зазнала реновації і закривалася 28-29 червня того ж року для проведення робіт із підготовки до автоматизації руху[1]. В 2012 році з обох сторін проспекту Кур-де-Венсен відкрилися кінцеві зупинки ліній трамвая № 3a і 3b.
- Пасажиропотік по станції за входом у 2011 році, за даними RATP, склав 4 363 767 осіб[2]. У 2013 році цей показник зріс до 5 878 175 пасажирів (62 місце за рівнем вхідного пасажиропотоку в Паризькому метро)[3].

## Галерея

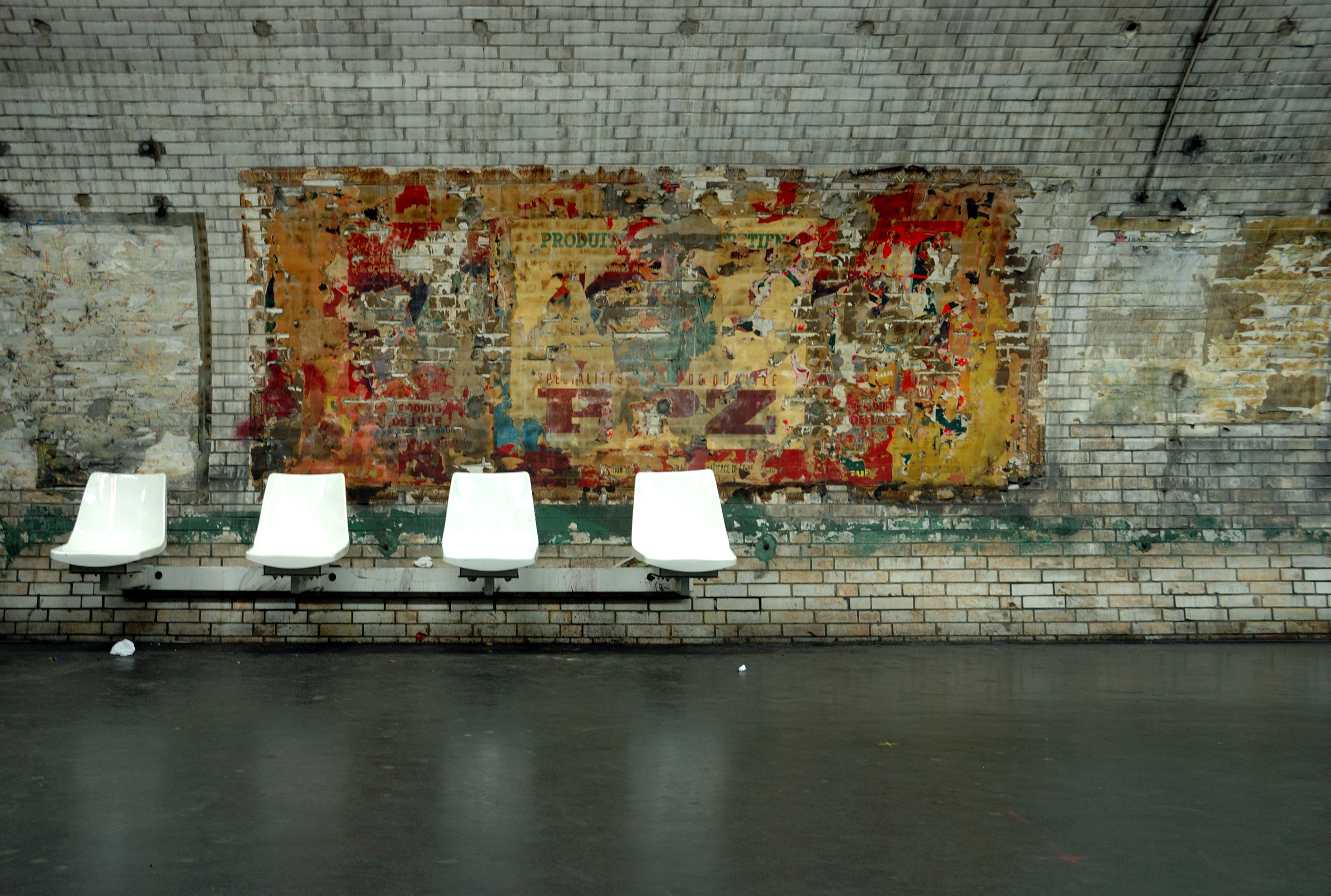
Реновація колійної стіни
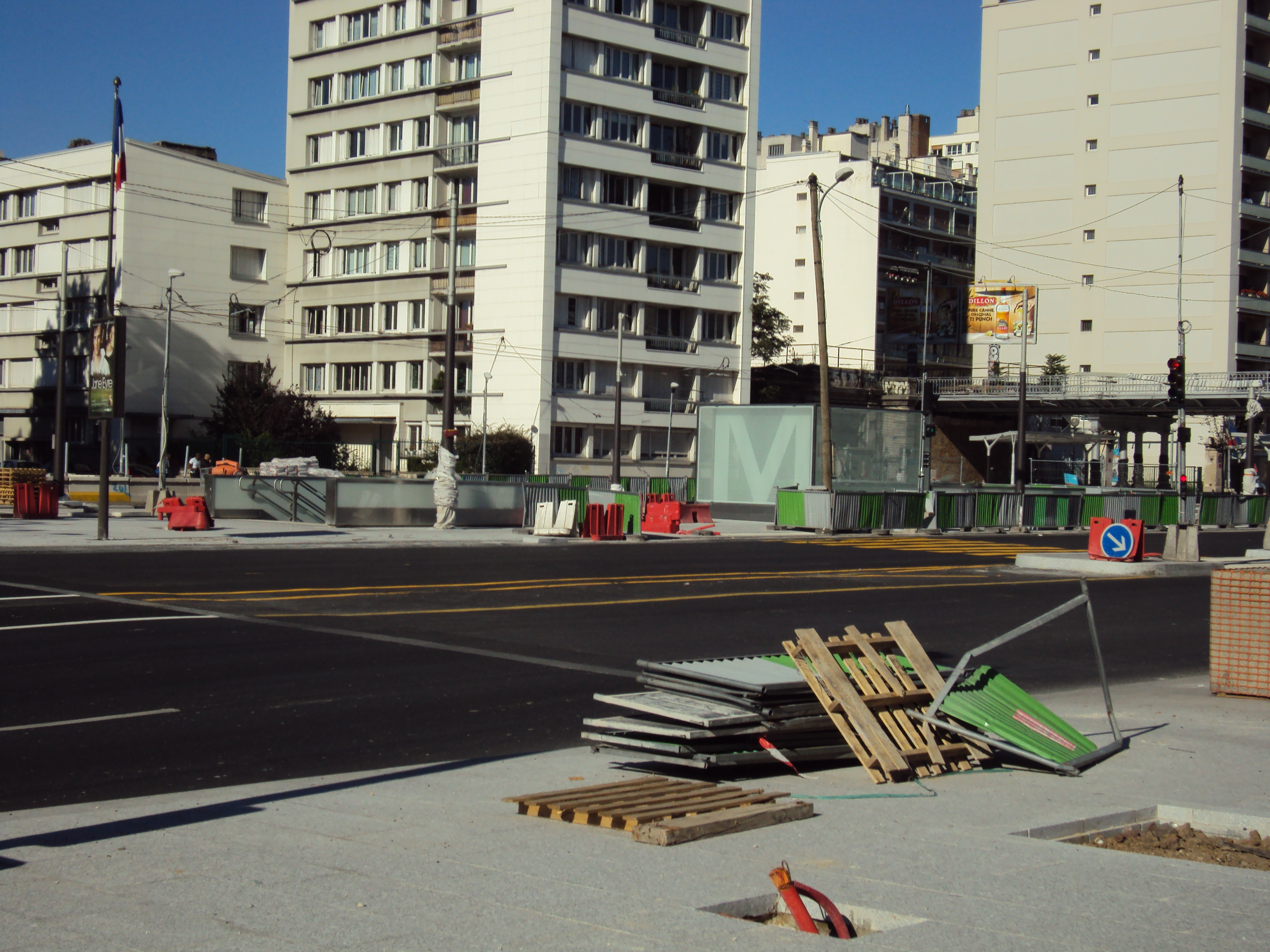
Будівництво кінцевої зупинки лінії трамваю № 3b